# Do You Like It Here Now, Are You Settling In?
Do You Like It Here Now, Are You Settling In? è il quarto album (ufficiale) dei Man, pubblicato dalla United Artists Records nel novembre del 1971. Il disco fu registrato al Rockfield Studios Monmouth.

## Tracce
Tutti i brani sono stati composti da: Martin Ace, Clive John, Micky Jones, Deke Leonard e Terry Williams
Lato A
1. Angel Easy – 5:02
2. All Good Clean Fun – 4:34
3. We're Only Children – 8:29

Lato B
1. Many Are Called but Few Get Up – 7:27
2. Manillo – 5:26
3. Love Your Life – 8:45

Edizione CD del 2007, pubblicato dalla Esoteric Recordings Records ECLEC 2013
1. Angel Easy (M. Ace, C. John, M. Jones, D. Leonard e T. Williams)
2. All Good Clean Fun (M. Ace, C. John, M. Jones, D. Leonard e T. Williams)
3. We're Only Children (M. Ace, C. John, M. Jones, D. Leonard e T. Williams)
4. Many Are Called, but Few Get Up (M. Ace, C. John, M. Jones, D. Leonard e T. Williams)
5. Manillo (M. Ace, C. John, M. Jones, D. Leonard e T. Williams)
6. Love your Life (M. Ace, C. John, M. Jones, D. Leonard e T. Williams)
7. Many Are Called, but Few Get Up (M. Ace, C. John, M. Jones, D. Leonard e T. Williams)
8. Angel Easy (M. Ace, C. John, M. Jones, D. Leonard e T. Williams)
9. Romain (M. Ace, C. John, M. Jones, D. Leonard e T. Williams)

- Brani bonus CD registrati dal vivo nel novembre del 1971 al Gugenhalle di Essen (Germania)

## Musicisti
- Micky Jones - chitarra elettrica, chitarra acustica, voce
- Roger Deke Leonard - chitarra elettrica, chitarra acustica, chitarra steel, pianoforte, voce
- Clive John - organo, pianoforte, voce
- Martin Ace - basso, chitarra acustica, voce
- Terry Williams - batteria

Musicisti aggiunti 
- Dave Edmunds - chitarra
- Peter Ham - chitarra